# Åke Holm (zoolog)
Karl Åke Holm, född den 3 februari 1909 i Norrtälje, död den 7 januari 1989 i Uppsala, var en svensk araknolog och entomolog, med professors namn.

## Biografi
Holm var son till postmästaren Karl Israel Holm. Till följd av faderns tjänstgöring kom han att tillbringa uppväxten i Stenungsund, Ånge och Sölvesborg. Gymnasieåren tillbringade han hos släktingar i Uppsala, där han avlade studentexamen vid högre allmänna läroverket 1927, varefter han började studera vid Uppsala universitet. Han blev filosofie kandidat 1932, filosofie licentiat 1936 samt filosofie doktor och docent i zoologi 1940. Under åren 1947–1975 var han förste museiintendent och föreståndare för universitetets zoologiska museum. Han tilldelades professors namn 1974.
Holms forskning var främst inriktad på faunan i svenska fjällen och Arktis, den östafrikanska faunan och spindlarnas embryonala utveckling. Forskningen resulterade i identifiering av flera för vetenskapen nya arter. Han företog flera forskningsresor till Abisko och Torneträsk och besökte Spetsbergen år 1954, Västgrönland år 1962, samt Östafrika år 1937 och från år 1964. Åke Holm är begravd på Uppsala gamla kyrkogård.